# Iglesia de Nuestra Señora de la Esperanza (Corterrangel)
La Iglesia de Nuestra Señora de la Esperanza es un templo católico situado en la aldea de Corterrangel en la localidad de Aracena.

## Historia
El diseño de este edificio renacentista se atribuye a Hernán Ruiz II, que lo concebiría entre 1562 y 1569. Presenta una nave única con arcos transversales y ábside cuadrangular presidido por un retablo corintio del último tercio del siglo XVIII. Una pila bautismal de 1688 y un conjunto de sillones del siglo XVIII completan las piezas más destacables de su patrimonio.
De su exterior llaman la atención el uso de la cerámica troceada y los esgrafiados en forma de granada, que se conservan parcialmente. La fachada principal presenta portada con arco de medio punto flanqueado por columnas clásicas rematadas por un tímpano. La corona una espadaña con tres vanos de medio punto. Hay un reloj de sol fechado en 1571 y una placa en el tímpano de la portada lateral con el monograma de Jesús y la fecha 1592. Adosado a uno de los muros del templo se encuentra el cementerio de la aldea.
A principios del siglo XXI, la iglesia fue sometida a una importante restauración en la que fueron descubiertas unas pinturas murales en la capilla mayor y el testero norte.